# Mundo Nuevo (Trinidad y Tobago)
Mundo Nuevo es una localidad de Trinidad y Tobago, que forma parte de la región de Couva-Tabaquite-Talparo.

## Geografía
La localidad abarca parte de la isla Trinidad y limita al norte con Talparo, al sur con Mamoral No. 2 y Brickfield-Navet, al este con Tamana Road y al oeste con Todd's Station y Mamoral No. 2.

## Demografía
Datos demográficos de la localidad de Mundo Nuevo:
| Gráfica de evolución demográfica de Mundo Nuevo entre 2000 y 2011 |
|                                                                   |